# Cielito Lindo
"Cielito lindo" é uma popular canção ranchera, escrita em 1882 por Quirino Mendoza y Cortés (1862–1957). Diversos artistas já regravaram esta que é considerada uma canção folclórica do México, como  Pedro Infante, Vicente Fernández, Ana Gabriel e até mesmo cantores como Luciano Pavarotti.
A partir dos traços apaixonados, poéticos e sutis do México, a fonte de inspiração do escrito Quirino Mendoza y Cortes para compor foi sua vida, mas pouco ele sabia que sua obra inspiradora iria se tornar uma das mais populares no país, e mais tarde alcançando fama mundial.
Até mesmo não-falantes de espanhol irão reconhecer e apreciar a música, ainda que não façam ideia do que as letras significam.
Na eleição presidencial chilena de 1920, os apoiadores do eventual vencedor Arturo Alessandri Palma adaptaram as letras da música, e a utilizaram para fins políticos.
Sua menção aos "olhos negros", acredita-se, são uma menção ao 'sangue' que chegou à "Nueva España" (nome do México durante sua colonização), que trouxe junto vários costumes e traços que, combinados, ajudaram a formar o México de hoje. Ao longo de referências à história e às fundações da cultura mexicana, a canção chega aos corações dos cidadãos e fãs de futebol, sem distinções.
A música é tão importante para os mexicanos que, quando um restaurante lançou uma campanha publicitária que jogava com as palavras no verso "Ay, ay, ay, ay, canta y no llores", transformando-a numa referência a sorvete, isso acabou visto como um insulto à história e cultura mexicanas.

## Versos
| Original em espanhol |
| --- |
| De la Sierra Morena, Cielito lindo, vienen bajando, Un par de ojitos negros, Cielito lindo, de contrabando. Estribillo: Ay, ay, ay, ay, Canta y no llores, Porque cantando se alegran, Cielito lindo, los corazones. Pájaro que abandona, Cielito lindo, su primer nido, Si lo encuentra ocupado, Cielito lindo, bien merecido. (Estribillo) Ese lunar que tienes, Cielito lindo, junto a la boca, No se lo des a nadie, Cielito lindo, que a mí me toca. (Estribillo) Si tu boquita, morena, Fuera de azúcar, fuera de azúcar, Yo me lo pasaría, Cielito lindo, chupa que chupa. (Estribillo) De tu casa a la mía, Cielito lindo, no hay más que un paso, Antes que venga tu madre, Cielito lindo, dame un abrazo. (Estribillo) Una flecha en el aire, Cielito lindo, lanzó Cupido, y como fue jugando, Cielito lindo, yo fui el herido. (Estribillo) |